# 凪

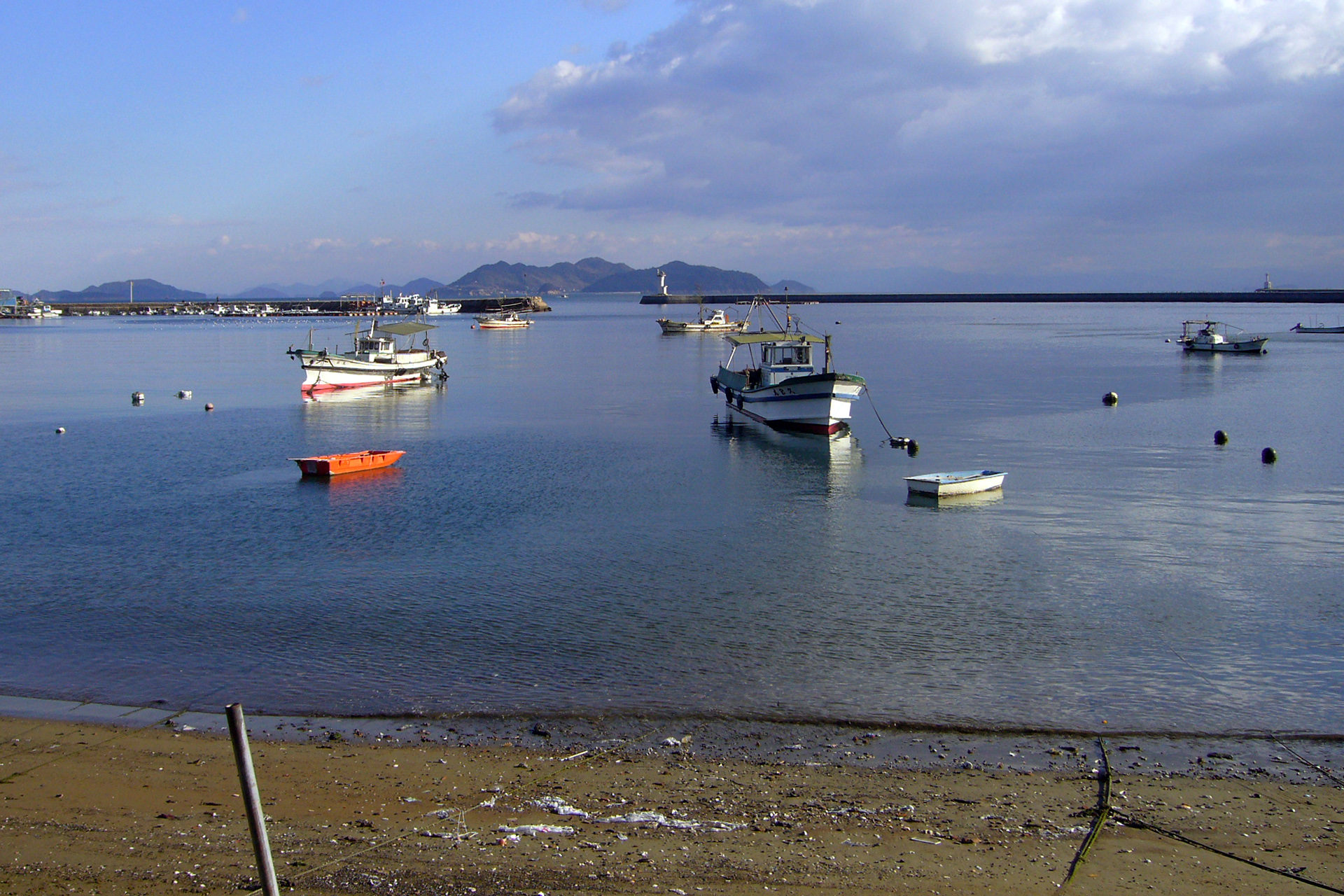
凪となっている海の波打ち際（広島県福山市鞆の浦）

凪（なぎ・英語: calm）は、それまで吹いていた風がしばらくの間なくなった状態をいう。波がなくなり海面が静まった状態も含めて指すことがある。
風力階級で最も弱い風力0（風速0.0 - 0.2メートル毎秒）は、煙がまっすぐ上に昇っていること、海面は鏡のようになっていることを判定基準とするが、日本語で「静穏」の名称がある。英語ではcalmであり凪と同じ語を充てるが、日本語でも風力0の状態を凪と解説する資料がある。
沿岸地域では海陸風のメカニズムで、日中に海から陸へ海風が、夜間に陸から海へ陸風が吹く。海風から陸風、陸風から海風へ切り替わるときはそれぞれ凪となり、夕方のそれを「夕凪」（ゆうなぎ、英: evening calm）、朝のそれを「朝凪」（あさなぎ、英: morning calm）という。
瀬戸内海の沿岸では、上空を吹く強風の影響を受けにくいことから、凪がよく現れる。「瀬戸の夕凪」という言葉はその風土を表す言葉として日本では有名となっている。特に夏、夕凪は蒸し暑さをもたらす要因となっている。
また、風の息（風の強弱変動）の中でわずかな時間風が吹き止むことがある。英語ではlullといったりするが、このような状態も凪ということがある。